# Kurt Kreuger (Boxer)
Kurt Kreuger (* 22. Dezember 1913 in Stockholm; † 22. Februar 2005) war ein schwedischer Boxer. Er war Europameister der Amateure 1947 in Dublin im Federgewicht.

## Werdegang
Amateurlaufbahn
Kurt Krueger begann als Jugendlicher 1930 in Stockholm mit dem Boxen. Auch sein jüngerer Bruder Stig war Boxer. Kurt Kreuger boxte beim Sportverein Djurgardens IF Stockholm. Er wurde im Jahre 1938 erstmals schwedischer Meister im Federgewicht, dem in den Jahren 1939 und 1941 bis 1944 fünf weitere schwedische Meistertitel im Federgewicht folgten.
Kurt Kreuger bestritt ab 1936 eine Reihe von Länderkämpfen für die schwedische Boxnationalmannschaft. Er kämpfte dabei auch gegen deutsche Boxer wie Alfred Graaf, Erwin Volkmar, Ludwig Petri und den Münchener Utz. An den Europameisterschaften 1937 und 1939 war er nicht am Start, ebenso wenig an den Olympischen Spielen 1936 in Berlin. 1938 versuchte sich Kurt Kreuger bei einem Boxturnier in Berlin für die europäische Boxstaffel zu qualifizieren, die zu mehreren Starts in die USA reiste. Er verlor aber schon im ersten Kampf gegen Antoni Czortek aus Polen nach Punkten.
1947 nahm er im Alter von fast 34 Jahren an der Europameisterschaft der Amateure in Dublin teil. Dabei gelang ihm mit einem Sieg über den Iren Peter Maguire überraschenderweise der Titelgewinn. Unmittelbar nach dieser Europameisterschaft vertrat er die europäischen Boxfahnen bei einem Länderkampf USA gegen Europa. Er verlor dabei in Chicago gegen Eddie Marotta nach Punkten. 

## Länderkämpfe
- 1936 in Oslo: Norwegen gegen Schweden, Punktsieger über Leo Löwnthal,
- 1937 in Stockholm: Schweden gegen Norwegen, Punktsieger über Ottar Larsen,
- 1938 in Stockholm: Schweden gegen Deutschland, Sieger durch techn. KO in der 3. Runde über Erwin Volkmar,
- 1938 in Stockholm: Schweden gegen Polen, Punktniederlage gegen Antoni Czortek,
- 1939 in Stockholm: Schweden gegen Norwegen, Punktsieger über Svend Pedersen,
- 1941 in Königsberg: Deutschland gegen Schweden, Punktniederlage gegen Alfred Graaf,
- 1941 in Stockholm: Schweden gegen Deutschland, Punktsieger über Ludwig Petri,
- 1942 in München: Bayern gegen Schweden, Punktniederlage gegen Utz,
- 1943 in Helsinki: Finnland gegen Schweden, Punktsieger über Ante Rask,
- 1946 in Stockholm: Schweden gegen Polen, Punktsieger über Aleksy Antkiewicz

Profilaufbahn
Unmittelbar nach seiner USA-Reise wurde Kurt Kreuger Profiboxer. Er bestritt im Zeitraum von zwei Jahren nur sechs Kämpfe, von denen er fünf gewann. Sein bedeutendster Sieg war dabei der über den finnischen Meister Adolf Minetti am 10. April 1949 in Örebro. Die Niederlage bezog er von dem Marokkaner Abdelkader Ben Milond am 9. April 1948 in Stockholm. Gegen diesen Boxer, der erst seinen zweiten Profikampf bestritt, verlor er durch techn. KO in der zweiten Runde, nachdem er mehrmals am Boden war. Insgesamt war die Profilaufbahn von Kurt Kreuger bedeutungslos.